# Cộng hòa Xô viết Kuban–Biển Đen
Cộng hòa Xô viết Kuban-Biển Đen là một phần của Cộng hòa Xã hội chủ nghĩa Xô viết Liên bang Nga, được thành lập ngày 30 tháng 5 năm 1918. Cộng hòa Xô viết Kuban-Biển Đen thành lập từ sự hợp nhất của Cộng hòa Xô viết Kuban và Cộng hòa Xô viết Biển Đen. Đến ngày 6 tháng 7 năm 1918, Cộng hòa Xô viết Kuban-Biển Đen được sáp nhập vào Cộng hòa Xô viết Bắc Kavkaz.